# Están ahí
"Están Ahí" (estilizado como "EstAnahí") é uma canção da cantora e compositora mexicana Anahí, extraída de seu sexto álbum de estúdio, Inesperado (2016). Escrita por Julio Reyes, Ximena Muñoz e André Torres e produzida por Ettore Grenci e Adrian Trujillo, a canção foi lançada em 26 de maio de 2015 como single promocional do álbum pela Universal Music.

## Lançamento
Em 25 de maio de 2015, um dia antes do lançamento oficial da canção nas lojas digitais, Anahí publicou o Lyric Video em seu canal oficial no YouTube, como um presente aos seus fãs após um hiato de 2 anos sem lançar canção alguma, ultrapassando as 100 mil visualizações em poucas horas. No dia seguinte, 26 de maio de 2015, a canção foi lançada nas lojas online para download digital e streaming em todo o mundo pela Universal Music Mexico.

## Desempenho
Em menos de 48 horas do lançamento, a cantora chegou pela primeira vez ao topo do iTunes Brasil, ficando por 24h na primeira posição. Apesar do bom desempenho no iTunes Brasil, a canção não foi bem recebida nos demais países e conseguiu entrar no Top 100 do iTunes em apenas 4 países, sendo o Brasil o único Top 10. No Monitor Latino, o principal chart de música do México, a canção não conseguiu entrar no Top 300 da Categoria Pop.

## Faixas
iTunes - Download digital
1. "Están Ahí" (Julio Reyes, Ximena Muñoz & Andrés Torres) — 3:28

## Histórico de lançamento
| País  | Data               | Formato                              |
| ----- | ------------------ | ------------------------------------ |
| Mundo | 26 de maio de 2015 | Rádio / Download digital / streaming |